# بند ديودونيه
في الرياضيات، بند ديودونيه هو فضاء طوبولوجي، وهو فضاء تكون تغطيته المفتوحة مرتبطة بتغطية مفتوحة ذات نقطة محددة وليس الفضاء الذي تكون تغطيته المفتوحة بها تنقية مفتوحة محدودة محليًا.